# Cayres
Cayres je naselje in občina v jugovzhodnem francoskem departmaju Haute-Loire regije Auvergne. Leta 2012 je naselje imelo 706 prebivalcev.

## Geografija
Kraj leži v pokrajini Auvergne znotraj naravnega regijskega parka Livradois-Forez, 17 km severozahodno od Le Puy-en-Velaya.

## Uprava
Cayres je nekdanji sedež istoimenskega kantona, od marca 2015 vključenega v kanton Velay volcanique s sedežem v Cussac-sur-Loire.

## Zanimivosti
- cerkev sv. Petra, francoski zgodovinski spomenik od leta 1935,
- jezero vulkanskega izvora Lac du Bouchet, veliko 44 hektarov, globine 28 metrov.